# Выборгский крендель

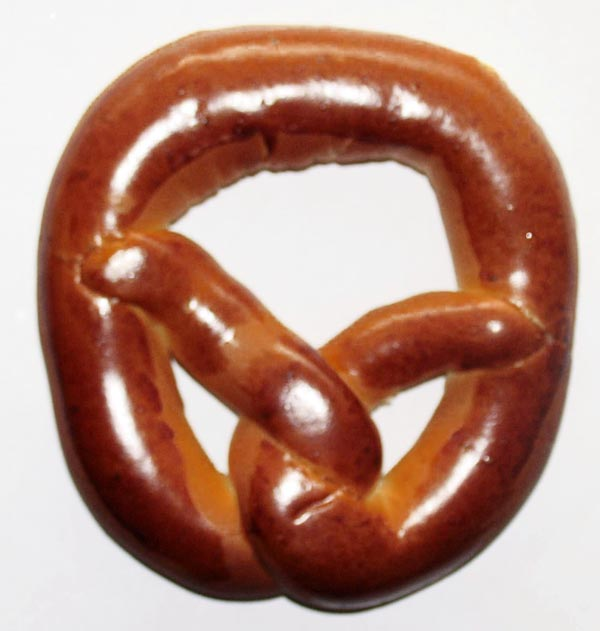
Крендель, выпекаемый в Финляндии

Выборгский крендель (фин. viipurinrinkeli) — региональная разновидность кренделя, известная в Выборге с XV века.

## История
Происхождение выборгского кренделя связано с основанием в Выборге во второй половине XIV века францисканского монастыря. Монахи-францисканцы или «Серые братья», как называли их горожане по цвету одежды, занимались выпечкой кренделей, рецепт которых хранили в строгой тайне. Крендель ели после поста, раздавали бедным, а также продавали, используя выручку на ремонт монастырских построек. В рецептуру пшеничного кренделя, благодаря которому Выборг получил прозвище «Крендельный город», входили многочисленные пряности, такие, как мускат, тмин, майоран, гвоздика и кардамон. Популярность кренделя стала причиной того, что даже после закрытия монастыря в ходе Реформации его продолжали выпекать в Выборге.
После взятия Выборга в 1710 году крендель получил известность в Петербурге. Со времён Петра I он поставлялся к императорскому двору, был угощением на ассамблеях; любителем изделия был и Александр III, которому еженедельно курьерской почтой доставляли шесть выборгских кренделей. В историю Выборга вошла так называемая «Крендельная война», разразившаяся в XIX веке между двумя семьями пекарей: Вайттиненами и Лёппёненами, боровшимися за признание в качестве хранителей «единственно верного» рецепта. Так, даже на могильном памятнике Марии Вайттинен, скончавшейся в 1865 году, было написано, что её крендель «вне конкуренции». С другой стороны, крендели по рецептуре Лёппёненов получили медали на всемирных выставках. В 1900 году крендели госпожи Лёппёнен получили золотую медаль на Всемирной выставке в Париже, однако сторонники Вайттиненов добились отмены решения о присуждении награды. Но тайну своего рецепта госпожа Вайттинен унесла в могилу.
Крендель входил в меню лучших городских гостиниц: таких, как «Гостиница Мотти» и «Бельведер». В путеводителях даже было такое изречение:

Побывать в Выборге и не выпить чашечку кофе с выборгским кренделем в «Бельведере» — это всё равно, что побывать в Риме и не увидеть Папу".
После Советско-финских войн (1939—1944) выпечка выборгских кренделей переместилась в Лаппеенранту; в настоящее время они продаются во многих финских городах. Крендель изображён на эмблеме выборгского землячества финнов, эвакуированных с Карельского перешейка. В современном Выборге также изготовляются хлебобулочные изделия под этим названием. Требования к изготовлению выборгских кренделей закреплены государственным стандартом.

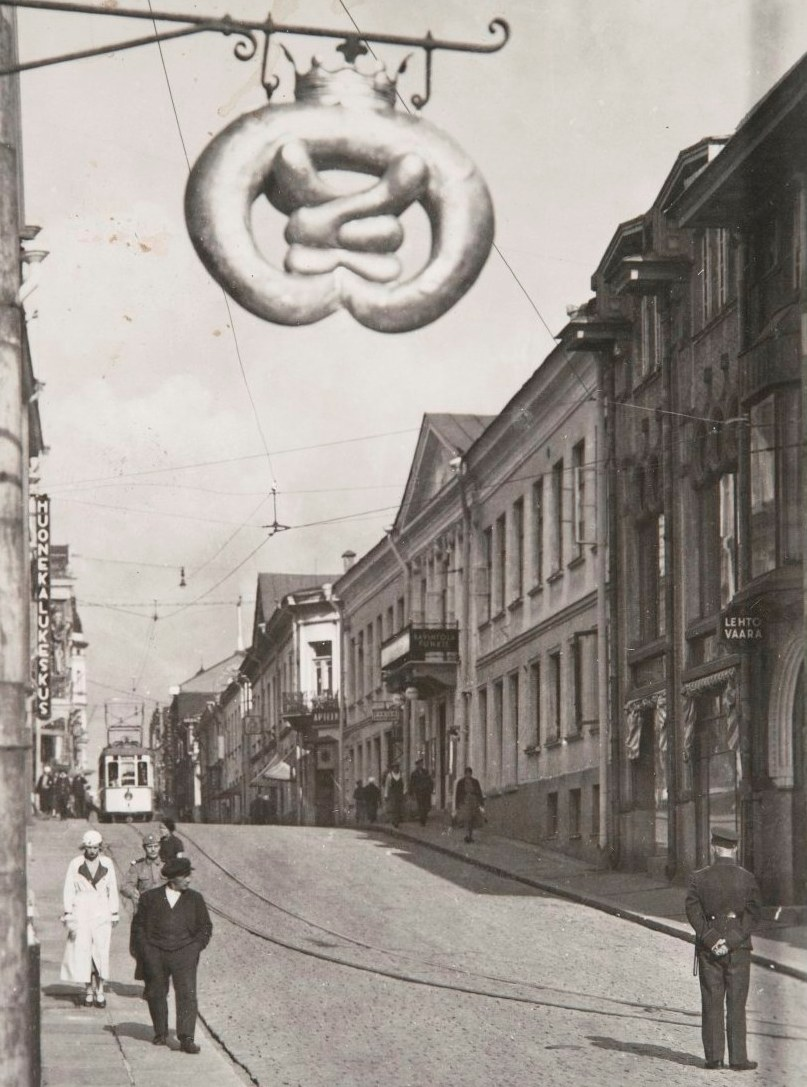
Вывеска на фоне бывшего дома губернского правления (1930-е гг.)
Покупательница выборгского кренделя в Финляндии (1953 г.)
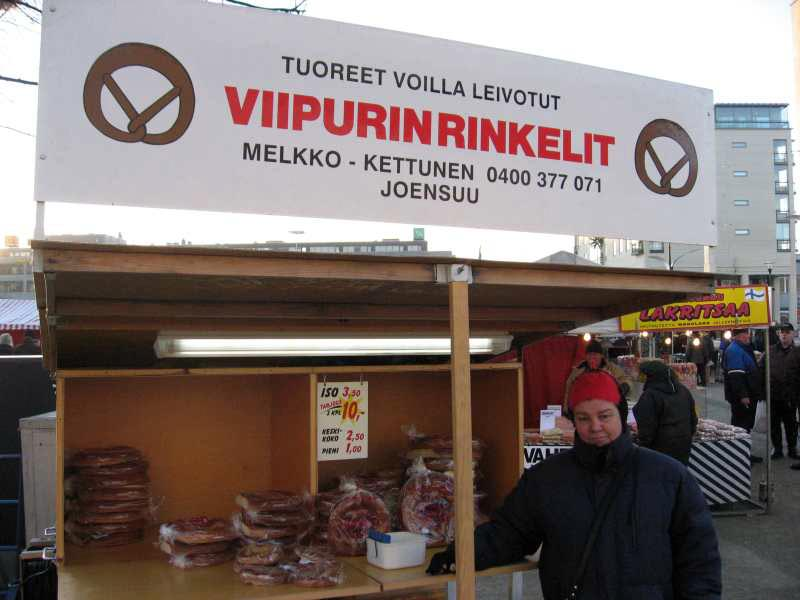
Торговля выборгскими кренделями в Йоэнсуу
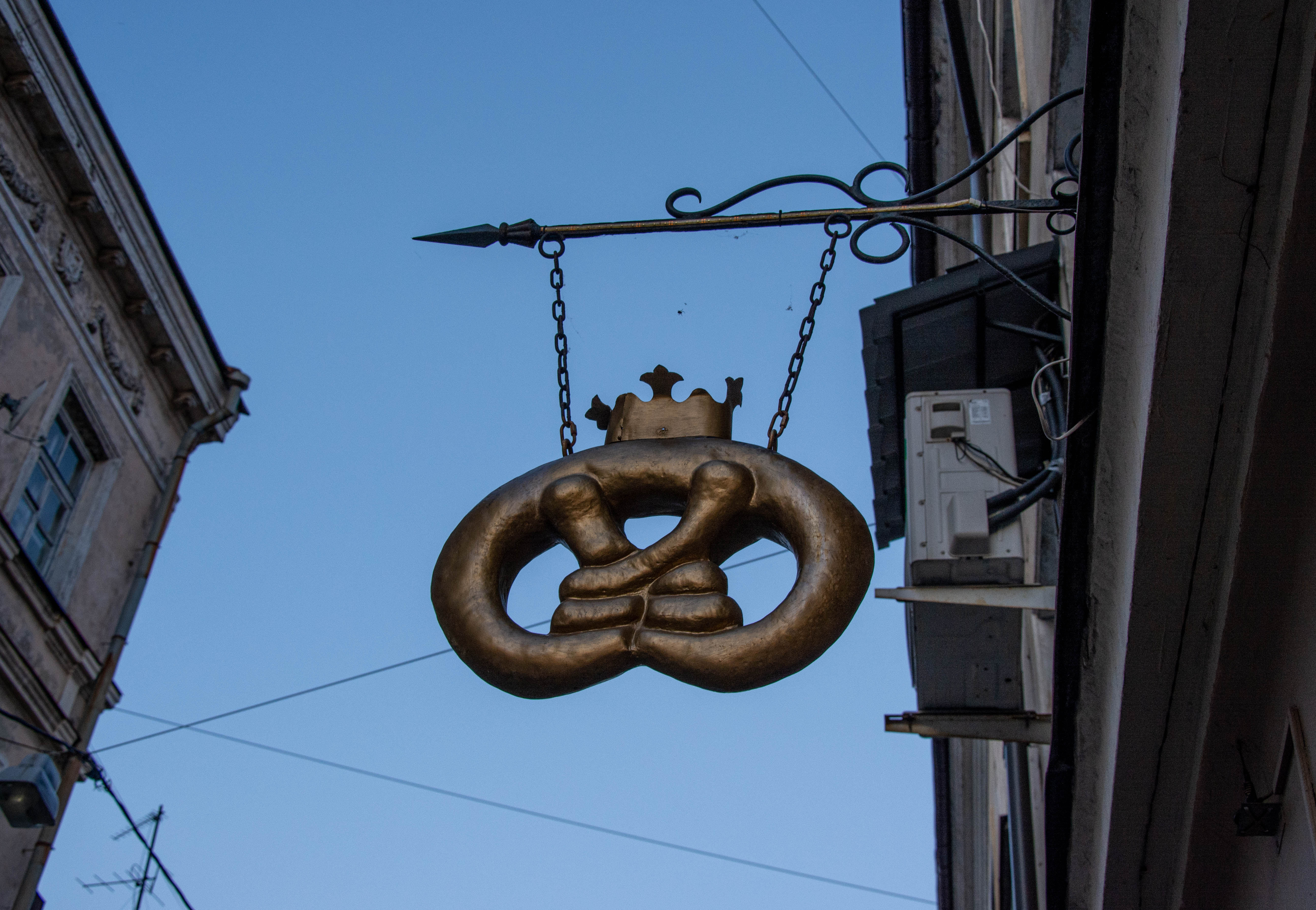
Современная вывеска булочной в Выборге
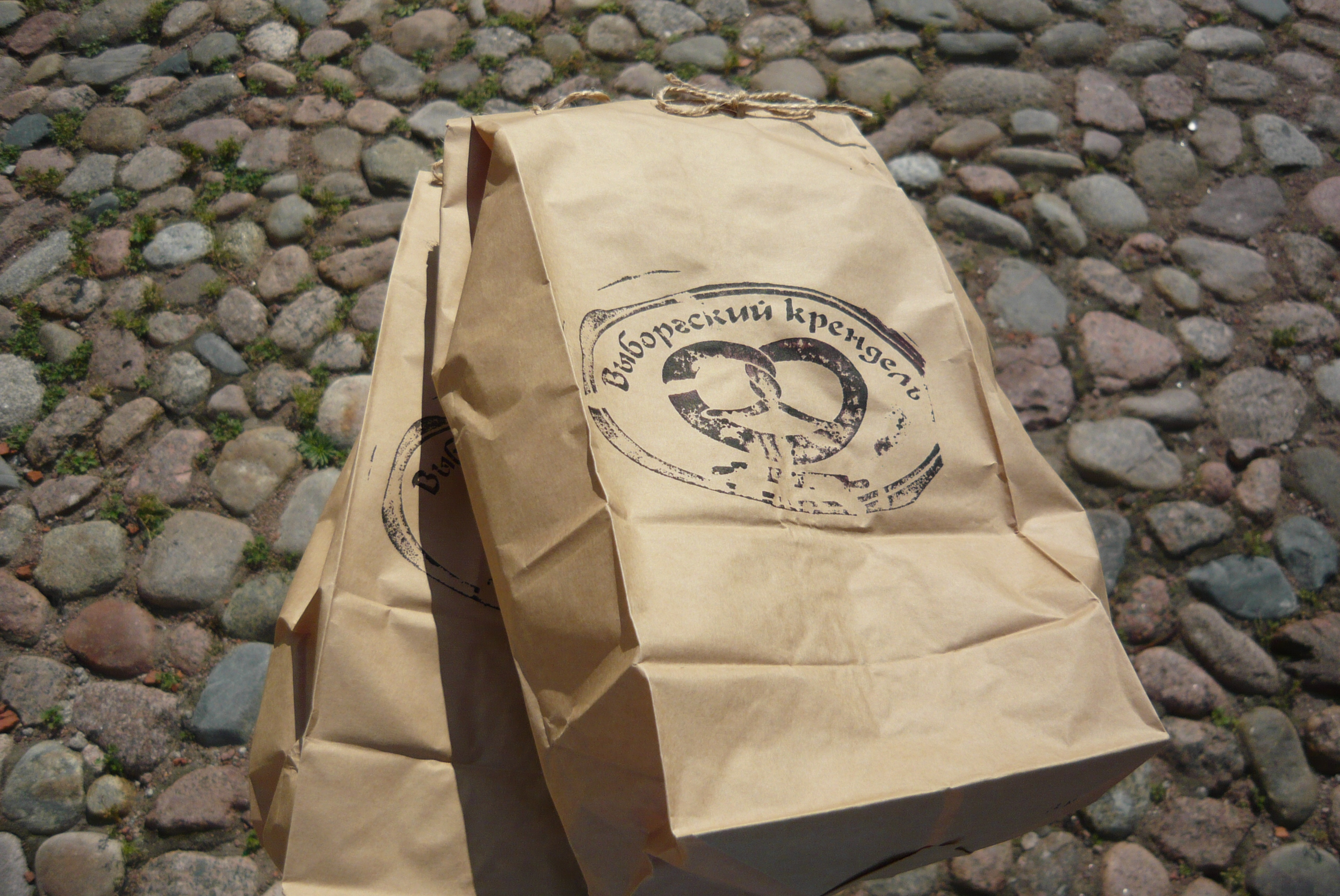
Упаковка выборгского кренделя